# Fujiwara no Mototoshi
Fujiwara no Mototoshi (藤原基俊?   1060-20 de febrero de 1142) fue un poeta y cortesano que vivió a finales de la era Heian. Su padre fue el Udaijin Fujiwara no Toshiie, tuvo entre sus hijos al monje Kōkaku.

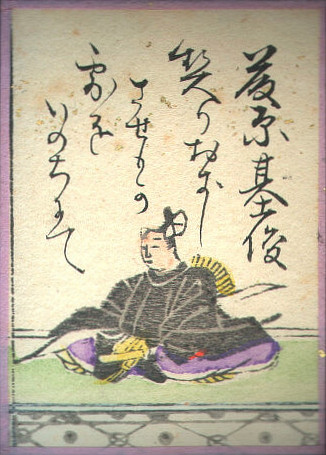
Fujiwara no Mototoshi, en el Ogura Hyakunin Isshu.

Perteneció a la rama principal del Fujiwara Hokke perteneciente al clan Fujiwara y fue bisnieto de Fujiwara no Michinaga. Le fue conferido el rango de Jugoi y de Emonfu. En 1138 se convirtió en un monje budista y tomó el nombre de Kakushun (覚舜?).
A inicios del siglo XII comenzó a participar en círculos poéticos y fue organizador de varios concursos de waka, también fue jurado en dichos concursos. Hizo una compilación de poesía china y poesía waka japonesa en dos volúmenes llamada Shinsen Rōeishū (新撰朗詠集?), completada durante el reinado del Emperador Toba.
Algunos de sus poemas fueron incluidos en la antología Kin'yō Wakashū, también hizo una colección personal de poemas llamada Mototoshi-shū (基俊集?), de igual manera uno de sus poemas fue incluido en la lista antológica Ogura Hyakunin Isshu.